# Frédéric Brugmann de Walzin
Pour les articles homonymes, voir Brugmann.
Le baron Frédéric-Ernest-Louis-Marie Brugmann de Walzin, né le 8 août 1874 à Bruxelles et mort le 18 décembre 1945 à Uccle, est un homme politique belge. Il est le neveu et successeur du grand propriétaire foncier Georges Brugmann.
Le baron Frédéric Brugmann hérita du château de Walzin en 1927. Avec l’architecte Octave Flanneau il lui rendit son style du XVe siècle au cours des années 1930.
Il fut lieutenant-colonel de cavalerie. Il fut élu à la Chambre des Représentants de 1919 à 1921.

## Généalogie
Il est le fils unique du baron Alfred Brugmann (1834-1927) et de Marie Kenens (1844-1923), mariés le 18 février 1865.

Il a épousé le 26 mai 1904 Jeanne du Roy de Blicquy (1884-1941), avec qui il eut trois filles : Marguerite (1905-1992) ; Denise (1916-2006) ; et Mireille (1923-1998).